# Великобритания на зимних Олимпийских играх 1932
Великобритания принимала участие в Зимних Олимпийских играх 1932 года в Лейк-Плесиде (США) в третий раз, но не завоевала ни одной медали.

## Состав сборной
Сборную страны представляли только 4 женщины, все они выступали в фигурном катании. На этих олимпийских играх Сесилии Колледж было 11 лет и 73 дня (она заняла 8 место), она остаётся самым молодым человеком когда-либо участвовавшим в зимних Олимпийских играх.

## Фигурное катание
Женщины — одиночное катание
| Спортсменка     | Обязательные фигуры | Произвольная программа | Сумма мест | Очки   | Место в итоговом протоколе |
| --------------- | ------------------- | ---------------------- | ---------- | ------ | -------------------------- |
| Джоан Дикс      | 11                  | 11                     | 75         | 1833,6 | 10                         |
| Молли Филиппс   | 9                   | 9                      | 63         | 1864,7 | 9                          |
| Сесилия Колледж | 8                   | 10                     | 64         | 1851,6 | 8                          |
| Меган Тэйлор    | 7                   | 7                      | 55         | 1911,8 | 7                          |

## Галерея

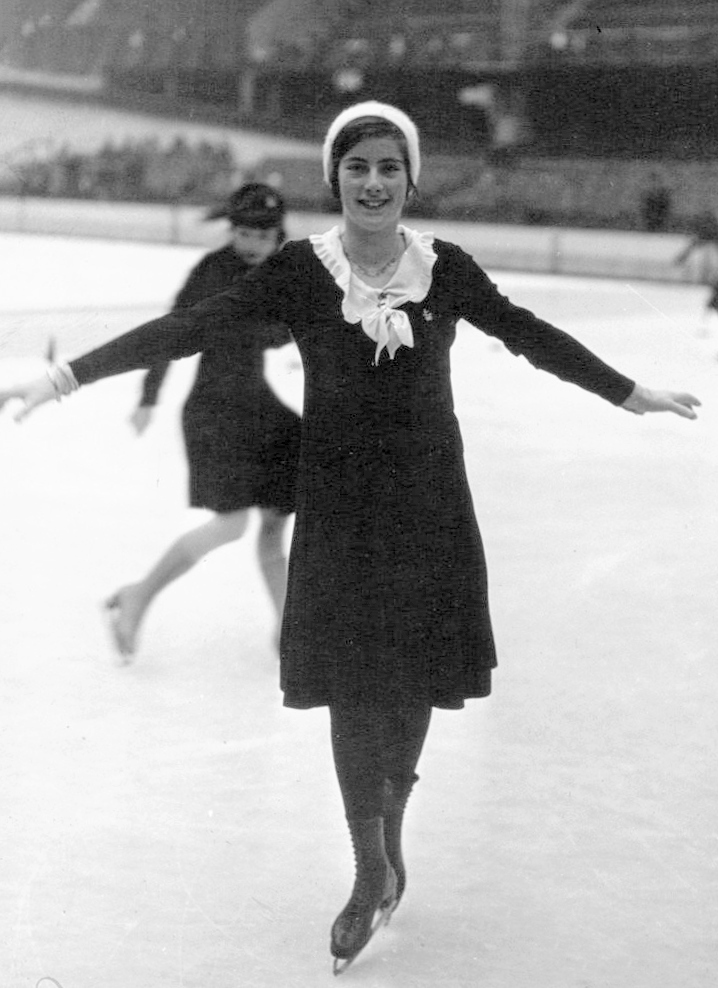
Джоан Дикс в 1932 году
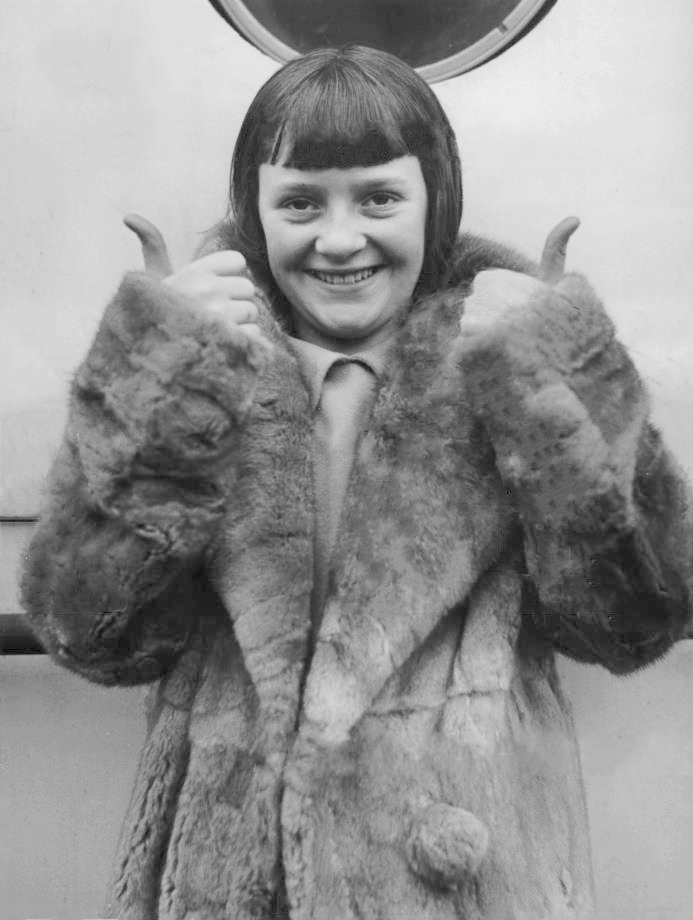
Меган Тейлор  в 1932 году
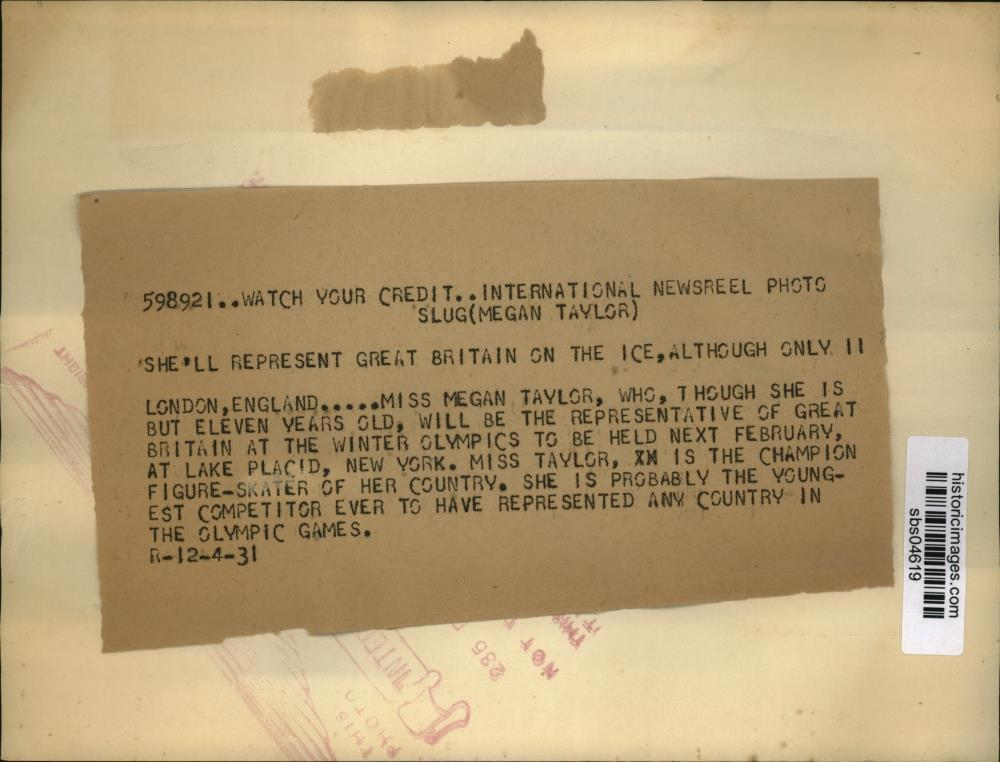
До того, как Сесиль Колледж стала участницей олимпийской сборной, самой молодой спортсменкой журналисты считали Меган Тейлор